# Evropska politična stranka
Evropska politična stranka (Evrostranka) je tip politične stranke, ki deluje v več Evropskih državah in v institucijah Evropske unije (EU). EU evropske stranke finančno podpira, vendar jih tudi nadzoruje. Običajno so evropske stranke sestavljene iz več navadnih strank iz Evrope. Evrostranke tudi veliko sodelujejo s svojimi člani v Evropskem svetu.

## Seznam

### Registrirane evropske stranke
Julija 2024 je bilo registriranih skupaj 10 političnih strank:
| Evropska politična stranka | Evropska politična stranka | Evropska politična stranka                                                                         | Evropska politična stranka     | Evropska politična stranka | Politična skupina | Politična pozicija       | Ideologija                                                   | Integracija           | Članstvo        | Članstvo      |               |
| Ime                        | Ime                        | Ime                                                                                                | Predsednik                     | Od leta                    | Politična skupina | Politična pozicija       | Ideologija                                                   | Integracija           | 10. parlament   | Komisija      | Svet          |
| -------------------------- | -------------------------- | -------------------------------------------------------------------------------------------------- | ------------------------------ | -------------------------- | ----------------- | ------------------------ | ------------------------------------------------------------ | --------------------- | --------------- | ------------- | ------------- |
|                            | EPP                        | Evropska ljudska stranka European People's Party                                                   | Manfred Weber                  | 1976                       | Skupina EPP       | desna sredina            | Krščanska demokracija Konservatizem Liberalni konservatizem  | Proevropejstvo        | 182 / 720 (25%) | 11 / 27 (41%) | 11 / 27 (41%) |
|                            | PES                        | Stranka evropskih socialistov Party of European Socialists                                         | Stefan Löfven                  | 1973                       | S&D               | leva sredina             | Socialna demokracija                                         | Proevropejstvo        | 136 / 720 (19%) | 4 / 27 (15%)  | 3 / 27 (11%)  |
|                            | Patriots                   | Patriots.eu                                                                                        | Santiago Abascal               | 2014                       | Patriots          | desnica                  | Nacionalni konservatizem Desničarski populizem               | Evroskepticizem       | 72 / 720 (10%)  | 0 / 27 (0%)   | 1 / 27 (4%)   |
|                            | ECR                        | Zavezništvo konservativcev in reformistov v Evropi European Conservatives and Reformists Party     | Mateusz Morawiecki             | 2009                       | ECR               | desnica                  | Konservatizem Nacionalni konservatizem Ekonomski liberalizem | Mehki evroskepticizem | 70 / 720 (10%)  | 1 / 27 (4%)   | 2 / 27 (7%)   |
|                            | ALDE                       | Zavezništvo liberalcev in demokratov za Evropo Alliance of Liberals and Democrats for Europe Party | Svenja Hahn                    | 1976                       | Renew             | sredina                  | Liberalizem                                                  | Proevropejstvo        | 49 / 720 (7%)   | 5 / 27 (19%)  | 3 / 27 (11%)  |
|                            | EGP                        | Evropska zelena stranka European Green Party                                                       | Vula Tsetsi Ciarán Cuffe       | 2004                       | Greens/EFA        | leva sredina do levica   | Zelena politika                                              | Proevropejstvo        | 44 / 720 (6%)   | 0 / 27 (0%)   | 0 / 27 (0%)   |
|                            | ESN                        | Europe of Sovereign Nations                                                                        | Stanislav Stoyanov             | 2024                       |                   | desnica                  | Nacionalni konservatizem Desničarski populizem               | Evroskepticizem       | 25 / 720 (3%)   | 0 / 27 (0%)   | 0 / 27 (0%)   |
|                            | ELA                        | European Left Alliance for the People and the Planet                                               | Malin Björk Catarina Martins   | 2024                       |                   | levica do skrajna levica | Demokratični socializem                                      | Mehki evroskepticizem | 18 / 720 (3%)   | 0 / 27 (0%)   | 0 / 27 (0%)   |
|                            | EL                         | Stranka evropske levice Party of the European Left                                                 | Walter Baier                   | 2004                       | The Left          | levica do skrajna levica | Demokratični socializem Komunizem                            | Mehki evroskepticizem | 16 / 720 (2%)   | 0 / 27 (0%)   | 0 / 27 (0%)   |
|                            | EDP                        | Evropska demokratska stranka European Democratic Party                                             | François Bayrou                | 2004                       | Renew             | sredina                  | Centrizem                                                    | Proevropejstvo        | 10 / 720 (1%)   | 0 / 27 (0%)   | 0 / 27 (0%)   |
|                            | EFA                        | Evropska svobodna zveza European Free Alliance                                                     | Lorena López de Lacalle Arizti | 1981                       | Greens/EFA        | vsevključujoči           | Regionalizem Separatizem Interesi etničnih manjšin           | Proevropejstvo        | 8 / 720 (1%)    | 0 / 27 (0%)   | 1 / 27 (4%)   |
|                            | ECPP                       | Evropsko krščansko politično gibanje European Christian Political Party                            | Valeriu Ghilețchi              | 2002                       | Skupina EPP, ECR  | desna sredina do desnica | Krščanska desnica Socialni konservatizem                     | Mehki evroskepticizem | 4 / 720 (0.6%)  | 0 / 27 (0%)   | 0 / 27 (0%)   |

### Bivše Evropske stranke
Entitete navedene spodaj so bile včasih registrirane v APPF.
| Evropska politična stranka | Evropska politična stranka | Evropska politična stranka                                                        | Časovnica | Časovnica | Politična skupina | Politična pozicija | Ideologija                              | Integracija           |
| Evropska politična stranka | Evropska politična stranka | Evropska politična stranka                                                        | Od leta   | Do leta   | Politična skupina | Politična pozicija | Ideologija                              | Integracija           |
| -------------------------- | -------------------------- | --------------------------------------------------------------------------------- | --------- | --------- | ----------------- | ------------------ | --------------------------------------- | --------------------- |
|                            | AENM                       | Zavezništvo Evropskih narodnostnih gibanj Alliance of European National Movements | 2009      | 2018      | Nepovezani        | skrajna desnica    | Ultranacionalizem Desničarski populizem | Močan evroskepticizem |
|                            | APF                        | Zavezništvo za mir in svobodo Alliance for Peace and Freedom                      | 1976      | 2018      | Nepovezani        | skrajna desnica    | Ultranacionalizem Neofašizem            | Močan evroskepticizem |